# くまのきよみ
くまの きよみ（8月30日 - ）は、日本の女性歌手、作詞家。岐阜県出身。血液型はA型。
本人名義のほか『pop'n music』のナチュラルベアやKiyommy+Seiya、2Daysといったユニットなどでも活動する。

## 概要
学生時代よりバンドのボーカリストとして活動、その後はCMソング、ツアーコーラスなどの活動をしていた。1995年にゲーム『ときめきメモリアル』のキャラクターソングにて作詞家デビュー。以降同シリーズのキャラクターソングを多数担当する。作詞家としては主にアニメ・ゲーム関連の楽曲を担当することが多いが、ジャニーズ他、アイドルやアーティストの作詞も手掛けている。
作詞家と並行してボーカリストとしての活動も行っている。過去に『HEY!HEY!HEY! MUSIC CHAMP』（CX系）の番組中のタイトルコールを担当していたこともある。

## 提供曲

### 作詞
アーティスト・声優
- タッキー&翼
  - REAL DX（ファン投票1位）
- NEWS
  - Change the world（共作詞：Benesse進研ゼミCMソング）
- Kis-My-Ft2
  - Endless Road
- ジャニーズJr.
  - PLEASE×3
- 松崎しげる
  - 愛と復讐の嵐（海外ドラマ「愛と復讐の嵐」日本語版主題歌）
- 96猫
  - Sweet×Sweet×Sweet（「スイーツパラダイス」コラボ曲）
- 小園美樹
  - 同じ空
- fripSide
  - a silent voice（アルバム「Decade」）
- RO-KYU-BU!
  - ---アルバム「pure elements」---
  - YOU&I
  - ギンギラ☆エール
  - フリースローなLOVEにしてくれっ
  - ね、コンビニでアイス買ってこ。
  - ギャオす!!!!!
  - RO-KYU-BU!
  - ---アルバム「Dear Friends」---
  - キドキド
  - コ・カ・ツ
  - コードネーム:075（オンナノコ）
  - ベスフレ
- Ray
  - 双翼のエトワール
- 白石涼子
  - Vanilla
- N±
  - ハロ→レッツゴ→→→
- 檜山修之
  - 働く男～JOB&JOY～
  - NATSU 100°
  - すーぱー・まにあっく
- 野中藍
  - カ・ラ・フ・ル
  - 初恋フリル
  - スノー・ホワイト・グラフィティ
  - アイノウタ
- 天才てれびくんMAX　MTK
  - セカイカラー☆LOVE
- petit fleurs
  - ミラフル**

### アニメ
- BROTHERS CONFLICT
- SHIROBAKO
- ストライク・ザ・ブラッド
- フォトカノ
- ロウきゅーぶ!
- ロウきゅーぶ!SS
- アクセルワールド
- ハヤテのごとく! Cuties
- ハヤテのごとく! CAN'T TAKE MY EYES OFF YOU
- とある魔術の禁書目録
- とある科学の超電磁砲
- 放課後のプレアデス
- ニニンがシノブ伝
  - シノブ音頭
  - いきなりキッス
- この醜くも美しい世界
  - metamorphose（作曲・編曲：大森俊之 歌：高橋洋子）
  - 夏色のカケラ（作曲・編曲：渡辺剛 歌：石田燿子）
    - AA（ダブルエー）（川澄綾子と清水愛によるCDアルバム）
      - 鼻歌（ハミング）でぃず♪（作曲・編曲 - 渡辺剛、歌 - 川澄綾子&清水愛）
      - おっかけっこループ（作曲・編曲 - 渡辺剛、歌 - 川澄綾子&清水愛）
      - 姉妹愛的意識形態（しまいあいてきイデオロギー）（作曲・編曲 - 渡辺剛、歌 - 川澄綾子&清水愛）
      - ましゅまろ・PUNCH（作曲・編曲 - 渡辺剛、歌 - 清水愛）
      - 淡色noon（あわいろ・ヌーン）（作曲・編曲 - 渡辺剛、歌 - 川澄綾子）
      - 夏色のカケラ（duet.ver）（作曲・編曲 - 渡辺剛、歌 - 川澄綾子&清水愛）
- 苺ましまろ
  - いちごコンプリート（歌：千佳〈千葉紗子〉/美羽〈折笠富美子〉/茉利〈川澄綾子〉/アナ〈能登麻美子〉）
  - クラス・メイト（作曲・編曲：上野洋子 歌：折笠富美子）
  - お家に帰ろ（歌：千佳/美羽/茉莉/アナ/伸恵）
  - おさんぽ協奏曲（歌：美羽）
  - 坂道ばびゅーん（歌：千佳/茉莉）
  - 「ソレ」は素敵なショウタイム（歌：千佳）
  - ばってん と まる（歌：千佳/美羽）
  - 美少女（ヒロイン）が多すぎる!（歌：美羽/アナ）
  - 微青果実（ほろあおかじつ （歌：伸恵）
  - まーぶる夢模様（歌：茉莉/アナ）
  - ミルクをこぼして（歌：茉莉）
  - Made in 女の子（歌：アナ）
  - ゆらゆらDays（歌：伸恵）

上述した苺ましまろの楽曲は、「クラス・メイト」を除き、作曲・編曲：渡辺剛。
- まほろまてぃっく
  - かえりみち（作曲：増田俊郎 歌：川澄綾子）
  - まほろDEまんぼー（作曲：増田俊郎 歌：とりおまてぃっく）
- いぬかみっ
  - 犬神戦隊ワンダー・ファイブ
- 貧乏姉妹物語
  - そよかぜらいふ（作曲・編曲：櫻井真一 歌：酒井香奈子）
- ひまわりっ!
  - 壁に耳アリ、私アリ!
  - アニマル日和
  - SA・MU・RA・I蝶々
- 魔法先生ネギま!
  - にちようび（作曲・編曲：牧野信博 歌：近衛木乃香〈野中藍〉）
  - Invitation〜図書館へいらっしゃい〜（作曲・編曲：鶴由雄 歌：図書館探検部（綾瀬夕映〈桑谷夏子〉/早乙女ハルナ〈石毛佐和〉/宮崎のどか〈能登麻美子〉））
  - スキになってもeーよ（作曲：宮島律子 編曲：大久保薫 歌：ちう（長谷川千雨〈志村由美〉））
  - 放課後 ア☆ライブ（作曲・編曲：大久保薫 歌：まほらコーラス部 with ネギ・スプリングフィールド）
  - おしえてほしいぞぉ、師匠（作曲：大久保薫 編曲：鶴由雄 歌：麻帆良学園中等部2-A 師匠となやめるオトメ組（朝倉和美〈笹川亜矢奈〉/綾瀬夕映〈桑谷夏子〉/絡繰茶々丸〈渡辺明乃〉/古菲〈田中葉月〉/Evangeline A.K.McDowell〈松岡由貴〉））
- 灼眼のシャナ
  - 仮面の剥落（作曲・編曲：澤口和彦 歌：ヴィルヘルミナ・カルメル〈伊藤静〉）
  - tough（作曲・編曲：岸村正実 歌：カムシン〈皆川純子〉）
- こはるびより
  - エプロンだけは取らないで!（作曲・編曲：渡辺剛 歌：ゆい〈喜多村英梨〉）
  - ラブソングかもしれない（作曲・編曲：渡辺剛 歌：ゆい〈喜多村英梨〉・みのり〈明坂聡美〉）
- To LOVEる -とらぶる-
  - GOLDEN TRANCER（作曲：若林充　歌：金色の闇（福圓美里）　編曲：草野よしひろ）
- 乃木坂春香の秘密
  - とまどいビターチューン（作曲・編曲 - 渡辺剛、歌 - 姫宮みらんとチョコレートロッカーズ（生天目仁美）
  - ひとさしゆびクワイエット!（作曲・編曲 - 渡辺剛、歌 - N's（能登麻美子、後藤麻衣、清水香里、植田佳奈、佐藤利奈））
  - あいまいハニービーンズ（作曲・編曲 - 藤末樹、歌 - 姫宮みらんとチョコレートロッカーズ）
  - 無敵のLOVE&PEACE!（作曲・編曲 - 大久保薫、歌 - N's）
  - Le Secret ‐ル・スクレ‐（作曲 - 三浦誠司、編曲 - 斎藤あきら、歌 - 乃木坂春香（能登麻美子））
  - 妹…ですけどっ!（作曲・編曲 - 三浦誠司、歌 - 乃木坂美夏（後藤麻衣））
  - 背中に投げたラブレタァ（作曲・編曲 - 三浦誠司、歌 - 天宮椎菜（佐藤利奈）
  - ご奉仕いんすぱいぁ（作曲 - 三浦誠司、編曲 - 草野よしひろ、歌 - 桜坂葉月&七城那波（清水香里&植田佳奈）
- ハヤテのごとく!
  - 哀 MYSTERY（作曲 - 田中公平、編曲 - 岩崎文紀、歌 - 橘ワタル（井上麻里奈）・貴嶋サキ（中島沙樹）
  - あしたのわたし（作曲 - 田中公平、編曲 - 村瀬恭久、歌 - 桂ヒナギク（伊藤静）
  - 十六夜迷子（作曲 - 田中公平、編曲 - 浜口史郎、歌 - 鷺ノ宮伊澄（松来未祐）
  - エプ・ロマネスク（作曲 - 田中公平、編曲 - 岩崎文紀、歌 - マリア（田中理恵）
  - 想い絶ちがたく、初恋なりがたし（作曲・編曲 - 村上正芳、歌 - 桂ヒナギク（伊藤静）
  - 完全無休、笑顔です（作曲 - 田中公平、編曲 - 岩崎文紀、歌 - マリア（田中理恵）
  - キミがいるから〜Just Windy Love〜（作曲 - 田中公平、編曲 - PE、歌 - 西沢歩（高橋美佳子）
  - 「ごめん」で済むなら恋などしない（作曲 - 田中公平、編曲 - 岩崎文紀、歌 - 瀬川泉（矢作紗友里）・花菱美希（中尾衣里）・朝風理沙（浅野真澄）
  - \JENNEY～銭 it's my Soul～（作曲 - 田中公平、編曲 - 丸尾稔、歌 - 桂雪路（生天目仁美）
  - スクールDays（作曲・編曲 - 根岸貴幸、歌 - 桂ヒナギク（伊藤静）
  - だ・か・ら!（作曲 - 田中公平、編曲 - 松尾早人、歌 - 三千院ナギ（釘宮理恵）
  - だめっ!（作曲 - 田中公平、編曲 - 村瀬恭久、歌 - 三千院ナギ（釘宮理恵）
  - NA・NI・WA らぶもーしょん（作曲 - 田中公平、編曲 - 根岸貴幸、歌 - 愛沢咲夜（植田佳奈）
  - Heart of Flower（作曲 - 田中公平、編曲 - 村上正芳、歌 - 桂ヒナギク（伊藤静）
  - 100点満点なんかじゃない!（作曲 - 田中公平、編曲 - 根岸貴幸、歌 - 桂ヒナギク（伊藤静）
  - Power of Flower（作曲 - 田中公平、編曲 - PE、歌 - 桂ヒナギク（伊藤静）
  - 微熱（作曲 - 田中公平、編曲 - 根岸貴幸、歌 - 桂ヒナギク（伊藤静）
  - 僕はキミのモノ（作曲 - 田中公平、編曲 - 岩崎文紀、歌 - 綾崎ハヤテ（白石涼子）
  - Steppin'（作曲・編曲 - 村上正芳、歌 - 桂ヒナギク（伊藤静）
  - 本日、満開ワタシ色（作曲 - 磯部篤子、編曲 - 増田武史、歌 - 桂ヒナギク（伊藤静）・瀬川泉（矢作紗友里）・花菱美希（中尾衣里）・朝風理沙（浅野真澄）
  - underage（作曲 - 田中公平、編曲 - 多田彰文、歌 - 綾崎ハヤテ（白石涼子）
  - ストロウハット・ファンタジィ（作曲 - 田中公平、編曲 - 岩崎文紀、歌 - 三千院ナギ（釘宮理恵）
  - Do my Best!（作曲 - 田中公平、編曲 - 根岸貴幸、歌 - 桂ヒナギク（伊藤静）
  - ROUTINE?（作曲 - 田中公平、編曲 - 多田彰文、歌 - マリア（田中理恵）
  - アイ・ラブ・ユーならシャウトして!（作曲・編曲 - 岩崎文紀、歌 - 瀬川泉（矢作紗友里）・花菱美希（中尾衣里）・朝風理沙（浅野真澄）
  - キミファン（作曲 - 田中公平、編曲 - 村瀬恭久、歌 - 西沢歩（高橋美佳子）
- 絶対可憐チルドレン

放送中に発売されたシングル8枚16曲と3枚のドラマCD内の6曲、合計22曲のキャラクターソングを担当。

上記の22曲全てが収録された本アルバムは、くまのきよみ作詞による歌のみで構成されている。
- 迷い猫オーバーラン!
  - はっぴぃ にゅうにゃあ（作曲・編曲 - 高木隆次、歌 - 芹沢文乃（伊藤かな恵）&梅ノ森千世（井口裕香）&霧谷希（竹達彩奈）
  - イチャラブCome Home!（作曲・編曲 - 高木隆次、歌 - 芹沢文乃（伊藤かな恵）&梅ノ森千世（井口裕香）&霧谷希（竹達彩奈）
  - 迷い猫同好会の歌（作曲・編曲 - 高木隆次、歌 - 芹沢文乃（伊藤かな恵）&梅ノ森千世（井口裕香）&霧谷希（竹達彩奈）
- スタミュ
  - 我ら、綾薙学園華桜会（作曲 - 田村信二、編曲 - 大久保薫、歌 - 華桜会（鳳樹〈諏訪部順一〉/柊翼〈平川大輔〉/暁鏡司〈森久保祥太郎〉/楪=クリスチアン=リオン〈鳥海浩輔〉/漣朔也〈羽多野渉〉））
  - 俺こそミュージック（作曲・編曲 - 大川茂伸、歌 - 鳳樹（諏訪部順一））
  - Honey!Honey!Trap!（作曲 - 飯塚晃一、編曲 - 渡部チェル、歌 - 虎石和泉（KENN））
  - 五重奏 ～クインテット～（作曲・編曲 - 大隅知宇、歌 - team鳳（星谷悠太〈花江夏樹〉/那雪透〈小野賢章〉/月皇海斗〈ランズベリー・アーサー〉/天花寺翔〈細谷佳正〉/空閑愁〈前野智昭〉））
  - Caribbean Groove（作曲・編曲 - 大川茂伸、歌 - team柊（辰己琉唯〈岡本信彦〉/申渡栄吾〈内田雄馬〉/戌峰誠士郎〈興津和幸〉/虎石和泉〈KENN〉/卯川晶〈松岡禎丞〉））
  - アヤナギ・ショウ・タイム（作曲・編曲 - 大久保薫、歌 - team柊（辰己琉唯〈岡本信彦〉/申渡栄吾〈内田雄馬〉/戌峰誠士郎〈興津和幸〉/虎石和泉〈KENN〉/卯川晶〈松岡禎丞〉））
  - アヤナギ・ショウ・タイム～鳳アレンジVer.～（作曲・編曲 - 大久保薫、歌 - team鳳（星谷悠太〈花江夏樹〉/那雪透〈小野賢章〉/月皇海斗〈ランズベリー・アーサー〉/天花寺翔〈細谷佳正〉/空閑愁〈前野智昭〉））
  - スター・オブ・スター！（作曲 - 川浦正大、編曲 - 大久保薫、歌 - team柊（辰己琉唯〈岡本信彦〉/申渡栄吾〈内田雄馬〉/戌峰誠士郎〈興津和幸〉/虎石和泉〈KENN〉/卯川晶〈松岡禎丞〉））
  - The Elegance（作曲・編曲 - 中山聡、歌 - 辰己琉唯（岡本信彦）×申渡栄吾（内田雄馬））
  - Ready→Steady→Dream！（作曲 - 小野貴光、編曲 - 中山聡、歌 - team鳳（星谷悠太〈花江夏樹〉/那雪透〈小野賢章〉/月皇海斗〈ランズベリー・アーサー〉/天花寺翔〈細谷佳正〉/空閑愁〈前野智昭〉））
  - キラメキラキラ☆（作曲 - Kakky、編曲 - 山田高弘、歌 - 戌峰誠士郎（興津和幸）×卯川晶（松岡禎丞））
  - Stand by Dreams（作曲・編曲 - 川﨑海、歌 - 鳳樹（諏訪部順一）×柊翼（平川大輔））
  - uncontrol（作曲・編曲 - 大久保薫、歌 - 柊翼（平川大輔））
  - 星屑ムーブメント（作曲・編曲 - 中山聡、歌 - team鳳（星谷悠太〈花江夏樹〉/那雪透〈小野賢章〉/月皇海斗〈ランズベリー・アーサー〉/天花寺翔〈細谷佳正〉/空閑愁〈前野智昭〉））
  - SING A SONG！MUSICAL！（作曲 - 木村有希、編曲 - 馬場一嘉、歌 - 華桜会（鳳樹〈諏訪部順一〉/柊翼〈平川大輔〉/暁鏡司〈森久保祥太郎〉/楪=クリスチアン=リオン〈鳥海浩輔〉/漣朔也〈羽多野渉〉））
  - Everlasting Moon（作曲・編曲 - 大久保薫、歌 - 月皇遥斗（子安武人））
  - Moonlight(s)：Episode（作曲・編曲 - 小野貴光、歌 - 月皇遥斗（子安武人）×月皇海斗（ランズベリー・アーサー））
  - 星瞬COUNTDOWN（作曲・編曲 - 井内舞子、歌 - team鳳（星谷悠太〈花江夏樹〉/那雪透〈小野賢章〉/月皇海斗〈ランズベリー・アーサー〉/天花寺翔〈細谷佳正〉/空閑愁〈前野智昭〉））
- がっこうぐらし!
  - ふ・れ・ん・ど・し・た・い (作曲 - 藤本貴則 / 編曲 - 佐々木裕 / 歌 - 学園生活部（丈槍由紀（水瀬いのり）、恵飛須沢胡桃（小澤亜李）、若狭悠里（M・A・O）、直樹美紀（高橋李依))
- うらら迷路帖
  - go to Romance>>>>>（作曲・編曲 - 大隅知宇 / 歌 - Luce Twinkle Wink☆）
- ジョジョの奇妙な冒険
  - Fire of Soul（作曲・編曲 - 織田哲郎 /  歌 - 富永TOMMY弘明）
  - ゴォ！ウエストォォォッ！（GO WEST）（作曲 - 澤口和彦 / 編曲 - 鈴木Daichi秀行 / 歌 - 富永TOMMY弘明）
  - Goodbye Nostalgia（作曲・歌 - Coda / 編曲 - 山本英武）
  - IGGY WALK（作曲・編曲 - 大森俊之 / 歌 - Coda）
  - Crazy my Beat（作曲 - 林田健司 / 編曲 - MACARONI☆ / 歌 - Coda）
  - OH MY GOD,JAHHHHHHH!（作曲 - 森田純正 / 編曲 - 山崎淳 / 歌 - 橋本仁）
  - NAKED SILVER（作曲 - 本間昭光 / 編曲 - 鈴木Daichi秀行 / 歌 - 橋本仁）
  - Star Platinum（作曲・ 編曲 - 大森俊之 / 歌 - 橋本仁）
- かぐや様は告らせたい？～天才たちの恋愛頭脳戦～
  - やさしさの記憶（作曲・編曲 - 羽岡佳 / 歌 - maimie）
- ロマンティック・キラー
  - ROMA☆KiRA（作曲・編曲 - 白戸佑輔 / 歌 - YURiKA）

### OVA
- BROTHERS CONFLICT
- 乃木坂春香の秘密ふぃな〜れ
- あそびにいくヨ！

### ゲーム
- ロウきゅーぶ！「ないしょのシャッターチャンス」
- ロウきゅーぶ！「ひみつのおとしもの」
- BEMANIシリーズ
  - クチビル （作曲：村井聖夜 歌：中山マミ 収録：ポップンミュージック(以下PM)） - のちにセルフカバー
  - ファーストステップ （作曲：市橋康弘 歌：KAORI 収録：PM）
  - うるとら★ボーイ （作曲：村井聖夜 歌：浅井裕子 収録：PM） - のちにセルフカバー
  - 電気人形 （作曲：村井聖夜 歌：フレディ波多江 収録：PM）
  - S・S・L〜スーパー・スペシャル・ラブ〜 （作曲：平田祥一郎 歌：Yumi Kawamura 収録：PM）
  - PITAゴラス☆KISS　(作曲：good-cool 歌：バッチ恋トシ 収録：PM)
  - Mighty Guy （作曲：村井聖夜 歌：CHIHOMI 収録：キーボードマニア(以下KM)） - のちにセルフカバー
- ときめきメモリアルシリーズ
  - 手のひらの革命 （作曲：村井聖夜 歌：中友子） - のちに『掌の革命』のタイトルでセルフカバー
  - ハートのスタートライン （作曲：村井聖夜 歌：菅原祥子・菊池志穂・黒崎彩子）
  - 透明な仮面 （作曲：HAL 歌：津野田なるみ）
  - あそびにいこう （作曲：羽場仁志 歌：くまいもとこ）
  - 忘れないでネ
  - 青になれ！
  - サプライズは微笑みのあとで 〜forever smile〜（作曲：村井聖夜、歌：ときめきオールスターズ）
- あいたくて… 〜your smiles in my heart〜
  - BAKKAじゃない？
  - 天使がヤカマシイ
- 悠久幻想曲

### 歌手活動
作詞者の記述がないものは、彼女自身によるもの。
- ダンスdeニャン2 （作詞：やなせたかし 作編曲：宮路一昭 アニメ『ニャニがニャンだー ニャンダーかめん』2代目EDテーマ）
- シノブ参上! （作詞：森由里子 作曲：磯崎健史 アニメ『ニニンがシノブ伝』OPテーマ）
- THEイナズマ戦隊アルバム（コーラス）
- 美少女MAX ボーカル参加
- BEMANIシリーズ
  - 透明なマニキュア（作曲：村井聖夜 名義：Kiyommy+Seiya 収録：PM）
  - Pink Rose（作曲：村井聖夜 名義：Kiyommy+Seiya 収録：KM→PM→Dance Dance Revolution→beatmania IIDX→jubeat→REFLEC BEAT→ノスタルジア）
  - 恋は天然（作曲：村井聖夜 名義：ナチュラルベア 収録：PM）
  - まっさら（MA-SSA-RA）（作曲：村井聖夜 名義：natural bear 収録：KM→PM）
  - スウィーツ（作曲：村井聖夜 名義：natural bear 収録：PM）
  - セイシュンing（作曲：林陽一 名義：くまのきよみ 収録：PM）
  - Sea Side City（作曲：広野智章 名義：KISS SUMMER SISTERS(Sana・ふじのマナミとのユニット) 収録：PM）
  - spring（作曲：藤田亘 名義：2Days 収録：PM）
  - わたしのからだ（作曲：藤田亘 名義：2Days 収録：PM）
  - たぶん、キスくらいしてる (作曲:村井聖夜 名義:Kiyommy+Seiya 収録:PM)
- すきすきソング（カバー曲。原曲は水森亜土でアニメ『ひみつのアッコちゃん』エンディングテーマ）
- ロマンティックあげるよ（カバー曲。原曲は橋本潮でアニメ『ドラゴンボール』エンディングテーマ）

## ディスコグラフィ

### シングル
| 発売日         | タイトル                   | 規格品番 |
| -------------- | -------------------------- | -------- |
| 2000年10月25日 | ダンスDE ニャン2           | TYCY7004 |
| 2004年8月25日  | シノブ参上！／くるくるりん | FCCM32   |

### アルバム
| 発売日         | タイトル                                                     | 規格品番 |
| -------------- | ------------------------------------------------------------ | -------- |
| 2000年6月9日   | デイズノススメ                                               |          |
| 2002年12月18日 | pop'n music Artist Collection natural bear & Kiyommy + Seiya | KOLA-008 |
| 2004年8月18日  | pop'n music artist collection ～2Days デイズゴコチ。         | KOLA-77  |

## CM（歌唱）
- 一正蒲鉾「サンドはんぺん」シリーズ
- セブンイレブン「ピックルス」
- 雪国まいたけ
- 埼玉りそな銀行 企業CM (Nack5のみ 2005.7-9、2006.1-)